# John LeKay
John LeKay (1 de junio de 1961) es un artista conceptual, de instalación y escultor inglés, que vive en Nueva York. En 1993, comenzó a hacer calaveras cubiertas de cristal: él ha acusado a Damien Hirst de copiar esta y otras ideas. Él publica en el sitio web, heyokamagazine.

## Vida y obra

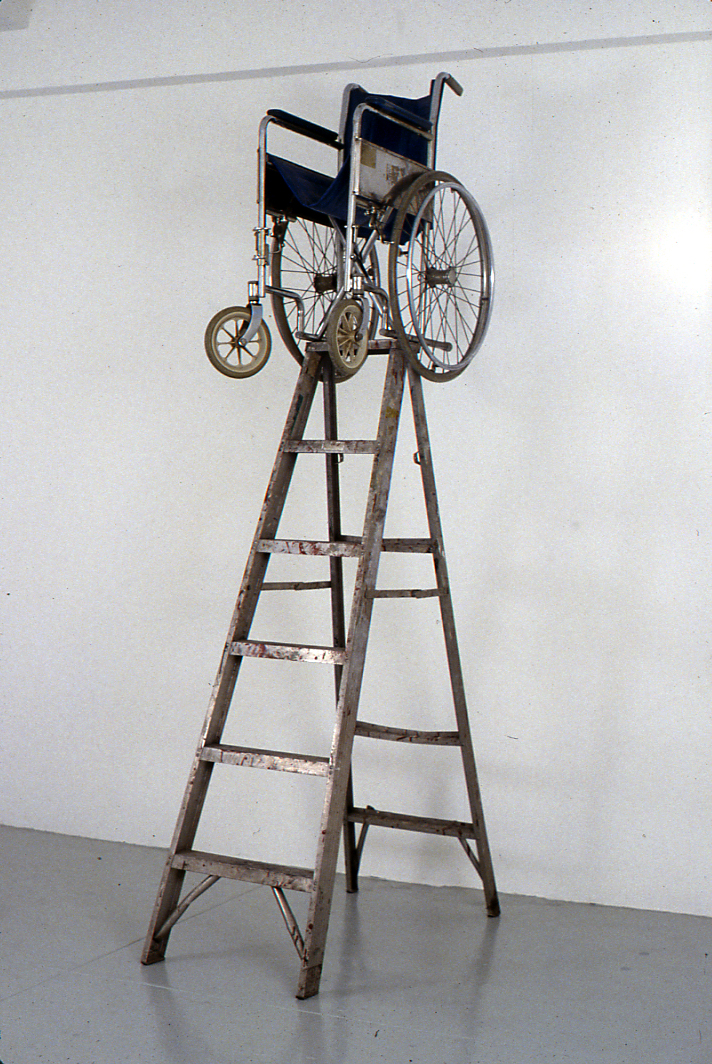
Untitled (Sin título). 1991. Por John LeKay.

John LeKay nació en Londres. Se educó en privado en la Universidad Politécnica de Isleworth, Londres en 1977. Se trasladó a Nueva York en 1991. En lugar de una educación artística superior, viajó con un circo y trabajó en los estudios Pinewood.
Entre 1983-1986, creó una instalación, Non Terrestrial Black Bird of Paradise, que consta de un cuervo disecado, sillas, tela metálica, vidrios y fotos: este fue exhibido en el Museo del Bronx.
Inspirado en los primeros trabajos de Francis Bacon y la pintura de un buey de Rembrandt, hizo una "serie de carne", 1986-87. Un ejemplo de ello es la escultura de 1987, This is my Body this is my Blood, que consiste en un corte abierto de cordero degollado, clavado a un pedazo de madera contrachapada. Su escultura de 1987, Wind pipe, era una cama doble con una tubo de desagüe pintado en él.
En 1990, él llevó a cabo su primera exposición individual en la Galería Paula Allen, Nueva York. Su exposición incluyó un tanque de privación sensorial, y también una grabadora grande, conde un micrófono se coloca dentro de una caja de acrílico a prueba de sonido de vidrio a fin de registrar el sonido del silencio. Otra escultura subtitulada Vanishing Object, consta de una cruz hecha de ambientador de armario, que poco a poco se evaporó en una alta vitrina vidrio acrílico.